# Organizacja Państw Amerykańskich
Organizacja Państw Amerykańskich (OPA, ang. Organization of American States, hiszp. Organización de los Estados Americanos, port. Organização dos Estados Americanos, franc. Organisation des États américains) – utworzona w 1948 r. na IX Międzyamerykańskiej Konferencji w Bogocie jako kontynuacja Unii Panamerykańskiej utworzonej w 1910 r. Członkami OPA są wszystkie państwa Ameryki, poza terytoriami państw Europy (np. Gujana Francuska). Jest, obok Paktu Rio i Paktu bogotańskiego, jednym z trzech filarów systemu międzyamerykańskiego.
IX Konferencja uchwaliła także Amerykańską Deklarację Praw i Obowiązków Człowieka, wyprzedzając o osiem miesięcy powstałą w tym samym roku Powszechną Deklarację Praw Człowieka.
W strukturze OPA działa także Międzyamerykańska Komisja Praw Człowieka (od 1960 r.) i Międzyamerykański Trybunał Praw Człowieka (od 1978 r.). W 1969 podpisano Amerykańską Konwencję Praw Człowieka (zaczęła obowiązywać w 1978 r.). W ramach OPA działała również Organizacja Państw Ameryki Środkowej, która usamodzielniła się w 1961, a także działały różne międzyamerykańskie organizacje gospodarcze.
Według sformułowań tzw. Karty Bogoty, obowiązującej od 13 grudnia 1951 r:
zadaniem OPA jest umacnianie pokoju i bezpieczeństwa kontynentu amerykańskiego, pokojowe regulowanie sporów między państwami członkowskimi, wspólne rozwiązywanie problemów ekonomicznych, społecznych i politycznych. OPA funkcjonuje jako organizacja regionalna ONZ.
Do lat 60. XX w. w organizacji politycznie dominowały Stany Zjednoczone, w późniejszym czasie OPA wprowadziło politykę bardziej niezależną, czego dowodem są rezolucje popierające Argentynę podczas kryzysu falklandzkiego (1982 r.) oraz potępiające interwencję USA w Panamie w 1989 r.
Pod auspicjami OPA zawarto w 1967 r. układ z Tlatelolco tworzący bezatomową strefę w Ameryce Łacińskiej, czyli obszar na którym obowiązuje zakaz produkcji, przetrzymywania i wykorzystania broni jądrowej.

## Statut – Karta Organiczna
Jej statutem jest Karta Organiczna podpisana 30 kwietnia 1948 r. w Bogocie przez wysłanników 21 państw. Weszła ona w życie, gdy 13 grudnia roku 1951 Kolumbia, jako czternaste państwo złożyła dokumenty ratyfikacyjne, co sprawiło, że spełniony został warunek ratyfikowania Karty OPA przez 2/3 sygnatariuszy.
Zgodnie ze sformułowaniami Karty Organicznej (zwanej także Kartą OPA lub Kartą z Bogoty) do zadań OPA należy:
- umacnianie pokoju i bezpieczeństwa na kontynencie amerykańskim,
- wspieranie współpracy gospodarczej, kulturalnej i społecznej,
- wspólne rozwiązywanie problemów ekonomicznych, społecznych i politycznych regionu,
- pokojowe regulowanie sporów między państwami członkowskimi.

W Karcie zostały także zapisane zasady, którymi się ma kierować organizacja. Są to:
- suwerenność i równość państw
- pokojowe rozwiązywanie sporów
- nieinterwencję
- przestrzeganie praw człowieka i promowanie demokracji przedstawicielskiej
- nieuznawanie zdobyczy terytorialnych zdobytych siłą
- zasadę solidarności w przeciwstawianiu się agresji
- uznanie pluralizmu ideologicznego półkuli zachodniej
- promowanie integralnego rozwoju

Karta była czterokrotnie nowelizowana w latach 1967, 1985, 1992 i 1993, z czego najdonioślejsze zmiany przyniosła pierwsza z tych reform. Zmieniono wtedy strukturę OPA, szczególnie zaś jej organy, nadając im kształt obecny.

## Struktura OPA
Zgromadzenie Ogólne jest najwyższym organem OPA. Składa się z przedstawicieli wszystkich państw wchodzących w skład organizacji. Zbiera się ono raz do roku. Każdy kraj posiada jeden głos, decyzje w kwestiach ogólnych zapadają zwykłą większością głosów, natomiast w szczególnych – większością 2/3 głosów. Zgromadzenie określa politykę i główne kierunki działania OPA, nadzoruje jej współpracę z innymi organizacjami, zatwierdza budżet oraz wybiera Sekretarza Generalnego OPA.
Konferencje Konsultacyjne Ministrów Spraw Zagranicznych są kolejnym organem OPA. Zwołuje się je w razie doraźnej potrzeby; ich przedmiotem są kwestie z zakresu stosunków międzynarodowych. Posiadają one organ pomocniczy w postaci Konsultacyjnego Komitetu Obrony, w skład którego wchodzą naczelni dowódcy armii państw członkowskich.
Stała Rada z siedzibą w Waszyngtonie, jest organem kierującym bieżącymi sprawami organizacji, składa się z ambasadorów państw członkowskich.
ParlAmericas - zgromadzenie parlamentarne, pełni funkcję doradczą
Sekretarz Generalny wraz z Sekretariatem Generalnym pełnią główne funkcje administracyjno-techniczne.

## Członkowie
Jej członkami jest obecnie 35 państw (zgodnie z informacjami na oficjalnej stronie Organizacji Państw Amerykańskich):
- Antigua i Barbuda
- Argentyna
- Bahamy
- Barbados
- Belize
- Boliwia
- Brazylia
- Chile
- Dominika
- Dominikana
- Ekwador
- Grenada
- Gujana
- Gwatemala
- Haiti
- Honduras
- Jamajka
- Kanada
- Kolumbia
- Kostaryka
- Kuba
- Meksyk
- Nikaragua
- Panama
- Paragwaj
- Peru
- Saint Kitts i Nevis
- Saint Lucia
- Saint Vincent i Grenadyny
- Salwador
- Stany Zjednoczone
- Surinam
- Trynidad i Tobago
- Urugwaj
- Wenezuela

### Członkowie dawniej zawieszeni
- W 1962 roku Kuba, w związku z przejęciem władzy przez rewolucyjny rząd Fidela Castro, została zawieszona w prawach do uczestnictwa w pracach OPA. Decyzja ta została anulowana w 2009 roku[5]
- Honduras został zawieszony w prawach członka po zamachu stanu w 2009 roku. Prawa członkowskie zostały przywrócone w 2011 roku[6]